# Fuentes del Valle
Fuentes del Valle is een plaats in de Mexicaanse staat Mexico. Fuentes del Valle heeft 72.711 inwoners (census 2005) en is gelegen in de gemeente Tultitlán.